# Alexander Kaumann
Ferdinand Alexander Kaumann (ur. 1830 w Görlitz, zm. 9 lipca 1893 we Wrocławiu) – niemiecki inżynier budownictwa, w latach 1866–1893 miejski radca budowlany we Wrocławiu.

## Życiorys
Kaumann zdał egzamin zawodowy w 1849. Następnie pracował przy budowie kościoła ewangelickiego w Hoyerswerdzie, przede wszystkim jednak zajmował się budownictwem wodnym, pracując przy regulacji Odry, a później jako miejski radca budowlany przy projektowaniu mostu przez Wisłę w Toruniu (1856-1866). W 1864 starał się o stanowisko wrocławskiego radcy budowlanego, zdobywając jedynie 23 z 77 głosów, przegrał z Hansem Zimmermannem. Ostatecznie został powołany na to stanowisko 20 kwietnia 1866, kiedy zdobywszy 42 z 82 głosów, został następcą schorowanego Juliusa von Roux. Później wybierano go jeszcze dwukrotnie (w 1878 i 1890) na dwunastoletnie kadencje, pełnił swą funkcję aż do śmierci.
Początkowo do kompetencji Kaumanna należały wszelkie inwestycje gminne na Odrze i na prawym brzegu Odry. Dopiero po zastąpieniu Zimmermanna przez Roberta Mendego wprowadzono podział rzeczowy, w związku z którym Kaumannowi przypadło kierowanie decernatem inżynierii miejskiej (podziemnej). Tym samym podlegało mu Biuro Geometryczne (niem. Geometrisches Bureau), zajmujące się od 1875 (ustawa o liniach regulacyjnych) planowaniem rozwoju miasta i wykonywaniem planów regulacyjnych.
Kaumann zmarł latem 1893 i 11 lipca został pochowany na cmentarzu św. Marii Magdaleny (ob. Park Skowroni).

## Główne dzieła

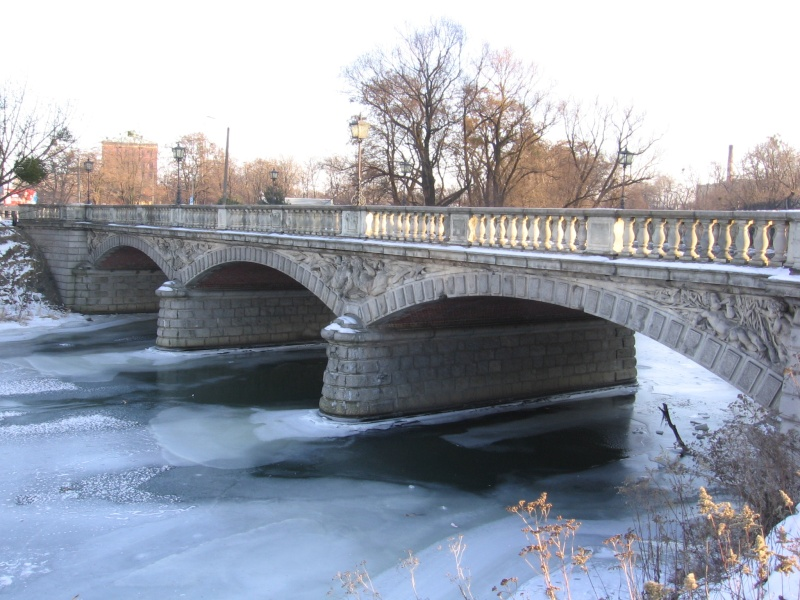
most Oławski we Wrocławiu

- szkoły ludowe przy ul. Długiej 17 we Wrocławiu, zniszczone
- mosty Uniwersyteckie (niem. Universitätsbrücke) we Wrocławiu, 1867–1869, przebudowane w 1933–1934 przez Günthera Trauera
- most Lessinga (niem. Lessingbrücke) we Wrocławiu, 1875, w miejscu obecnego mostu Pokoju
- plany regulacyjne Wrocławia, 1880 i 1888 (z Augustem Hoffmannem)
- most Oławski (niem. Mauritiusbrücke) we Wrocławiu, 1882–1883 (z Egerem, Reicheltem, Beerem, Wackwitzem i Hoffmannem)[4]
- ponadto w podległym Kaumannowi urzędzie zaprojektowano za jego kadencji następujące mosty[5]:
  - most Sikorskiego, 1875
  - most Mieszczański, 1876
  - mosty Młyńskie, 1885
  - most Szczytnicki, 1888-1889
  - most Tumski, 1889